# 别认为我忘了
《别认为我忘了：柬埔寨失去的摇滚乐》（英語：Don't Think I've Forgotten: Cambodia’s Lost Rock and Roll）是由John Pirozzi导演的一部纪录片，内容关于1960年代至1970年代期间柬埔寨的摇滚音乐，这段时期位于红色高棉掌权及红色高棉大屠杀之前。

## 制作
此影片的创作构想开始于美国电影制片人在柬埔寨拍摄电影《魅影危程》的时候。他被给予了专辑《柬埔寨摇滚乐》的复制品。柬埔寨摇滚乐是一个无标题且无创作者的音乐集合，据推测，这些艺术家在红色高棉掌权的时候被杀。John Pirozzi开始研究这些艺术家的故事。柬埔寨出生的艺术家兼社会学教授LinDa Saphan担任副制片人以及电影的首席研究员。此片包含了具有影响力的演员的简介，例如辛·西萨木、罗·斯雷索贴、宾兰、巴塞占贡乐队、柳德、怀密、约·奥拉朗、密·萨蒙、布·万那丽以及其他数人，大部分在红色高棉大屠杀中丧生，另外附有对幸存艺术家（例如Sieng Vanthy以及Drakkar乐团成员）的采访。此片的标题来源于辛·西萨木的一首歌。